# Distretto di Cherson
Il distretto di Cherson (in ucraino Херсонський район?) è un distretto nell'oblast' di Cherson, in Ucraina. Il suo centro amministrativo è la città di Cherson. Ha una popolazione di 450 233 abitanti.
È stato creato il 18 luglio 2020 come parte della riforma delle divisioni amministrative dell'Ucraina. Due distretti aboliti, Bilozerka e Olešky, così come la Municipalità di Cherson, sono stati fusi nel distretto di Cherson.